# 帕耶斯
帕耶斯（法語：Pailhès，法語發音：[pajɛs]）是法国埃罗省的一个市镇，属于贝济耶区。

## 地名
该地名“Pailhès”发音为[pajɛs]而非[pɛlɛs]，根据实际发音其应译作“帕耶斯”（同“Paillès”译），《世界地名译名词典》将其误译作“派莱斯”。

## 地理
帕耶斯（43°25'50"N, 3°11'13"E）面积6 平方千米，位于法国奧克西塔尼大區埃罗省，该省份为法国南部沿海省份，南濒地中海，西南接奥德省，西北接塔恩省和阿韦龙省，东北与加尔省接壤。
与帕耶斯接壤的市镇（或旧市镇、城区）包括：科尔内扬、米尔维耶勒-莱贝济耶、皮米松、圣热涅德丰特迪、泰藏莱贝济耶。
帕耶斯的时区为UTC+01:00、UTC+02:00（夏令时）。

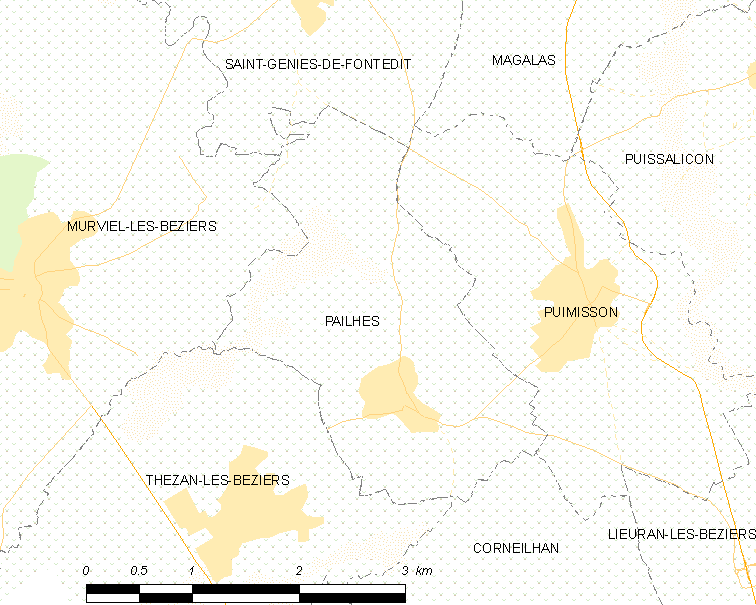
帕耶斯的OSM定位图

## 行政
帕耶斯的邮政编码为34490，INSEE市镇编码为34191。

## 政治
帕耶斯所属的省级选区为卡祖勒莱贝济耶县。

## 人口

1962-2008年间帕耶斯人口变化图示

帕耶斯于2022年1月1日时的人口数量为608人。